# John Singer Sargent
John Singer Sargent (Firenze, 12 gennaio 1856 – Londra, 15 aprile 1925) è stato un pittore statunitense, considerato uno dei ritrattisti più significativi dell'Ottocento.
È considerato il più importante ritrattista americano del suo tempo. A cavallo del XX secolo, era il ritrattista più ricercato e celebrato al mondo, oltre che il più costoso. Realizzò molti ritratti di membri dell'alta società su commissione, sia in Europa che negli Stati Uniti d'America.
L'opera della sua vita comprende circa 900 dipinti a olio, 2000 acquerelli e innumerevoli schizzi e disegni a carboncino. Il suo lavoro riflette anche i suoi numerosi viaggi. Dopo essersi formato a Parigi, visse principalmente a Londra, ma viaggiò in tutta l'Europa continentale, dalla Norvegia a Corfù, in Spagna, in Medio Oriente, tornando più volte negli Stati Uniti (Montana, Maine e Florida).
Fu attivo in Francia e in Inghilterra e dipinse composizioni con persone, composizioni religiose, scene di genere, figure, ritratti, interni, paesaggi, paesaggi marini, composizioni murali, a guazzo e ad acquerello. Fu anche disegnatore. Fu vicino al movimento impressionista americano.

## Biografia

### Giovinezza
Prima della nascita del Sargent, il padre Fitzwilliam (nato nel 1820 a Gloucester, nel Massachusetts) era un chirurgo presso il Wills Eye Hospital di Filadelfia. Dopo la morte prematura della sorella maggiore di John, scomparsa all'età di due anni, la madre, Mary (nata Singer) subì un violento tracollo fisico, che indusse la coppia a compiere frequenti viaggi all'estero, così da ritrovare la salute. Soggiornando a Parigi, i due si recarono in Francia, Germania, Svizzera e Italia, per poi fermarsi momentaneamente a Firenze a causa dello scoppio di un'epidemia di colera. Fu proprio nella città fiorentina che John venne alla luce, seguito un anno dopo da Mary e da quattro altri bambini, dei quali solo due sopravvissero al periodo prenatale.

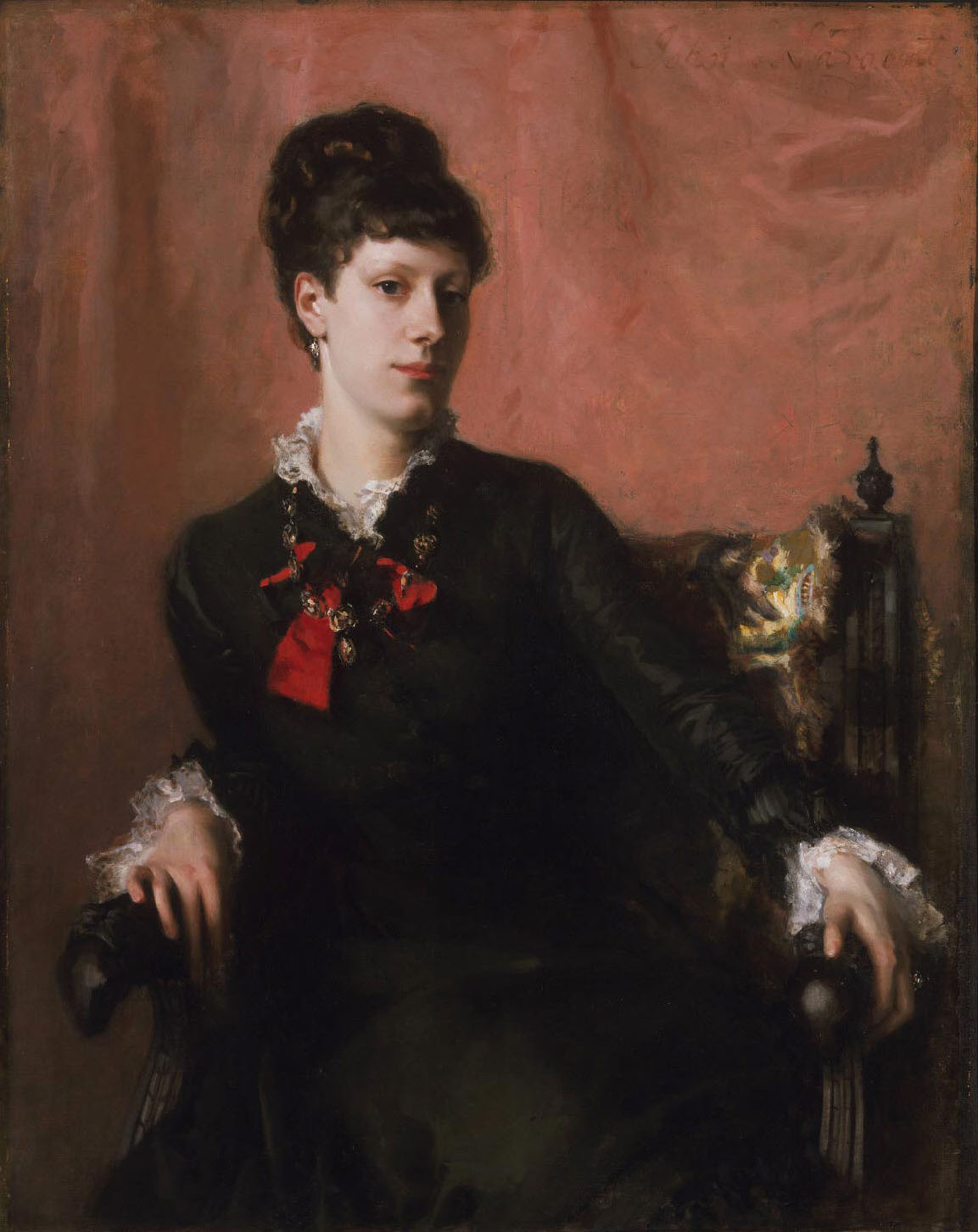
John Singer Sargent, Ritratto di Frances Sherborne Ridley Watts (1877), olio su tela, 105.9×81.3 cm, Philadelphia Museum of Art. Fanny Watts era una tenera amica d'infanzia del Sargent

Sin da subito John Singer Sargent diede prova della propria indole chiassosa e sanguigna: amava trascorrere il proprio tempo all'aria aperta ed era un «accorto osservatore della natura», come ebbe modo di osservare il padre. Al contempo, mamma Mary riteneva che viaggiare in Europa, visitando ininterrottamente musei, gallerie d'arte e chiese, fosse il miglior modo per educare il figlio, sicché Sargent trascorse una fanciullezza nomade, non nel chiuso delle aule scolastiche, bensì seguendo gli spostamenti della famiglia, in eterna peregrinazione tra le varie città europee. Lo stesso Sargent, una volta adulto, avrebbe riso dell'eterogeneità della propria formazione, ritenendosi «un americano nato in Italia, istruito in Francia, che sembra un tedesco, parla come un inglese e dipinge come uno spagnolo». Fu sempre Mary a intuire le inclinazioni artistiche del figlio e a valorizzarne il precoce talento: John, infatti, copiava con raro fervore le illustrazioni della madre o le vignette dell'Illustrated London News sulle navi. Fitzwilliam, dal canto suo, riteneva che quest'entusiasmo giovanile di John verso le navi fosse un promettente inizio di una carriera nel campo navale.
A tredici anni la madre rilevò che John «disegnava piuttosto bene, e aveva un occhio molto rapido e giusto. Se potessimo permetterci di offrirgli delle lezioni veramente valide, diventerebbe in breve tempo un piccolo artista». Fu sotto questi impulsi che Sargent venne avviato allo studio dell'acquarello a Roma, sotto la guida del paesaggista tedesco-americano Carl Welsch. Malgrado la sua erudizione scolastica fosse ben lungi dall'essere completa, Sargent divenne in breve tempo un giovane cosmopolita e dinamico, con un gusto contagioso per l'arte, la musica e la letteratura. Parlava fluentemente l'italiano, il francese e il tedesco, coltivava con passione lo studio del pianoforte e sviluppò ben presto un animo «testardo, curioso, determinato e forte», ma anche timido, generoso e modesto, ereditando le peculiarità sia della madre che del padre. Nel frattempo informò anche personali orientamenti di gusto, soprattutto a Venezia, dove visse a contatto con le opere dei grandi maestri del passato; nel 1874 scrisse: «A Venezia ho avuto l'opportunità di ammirare Tintoretto e di considerarlo secondo solo a Michelangelo e Tiziano».

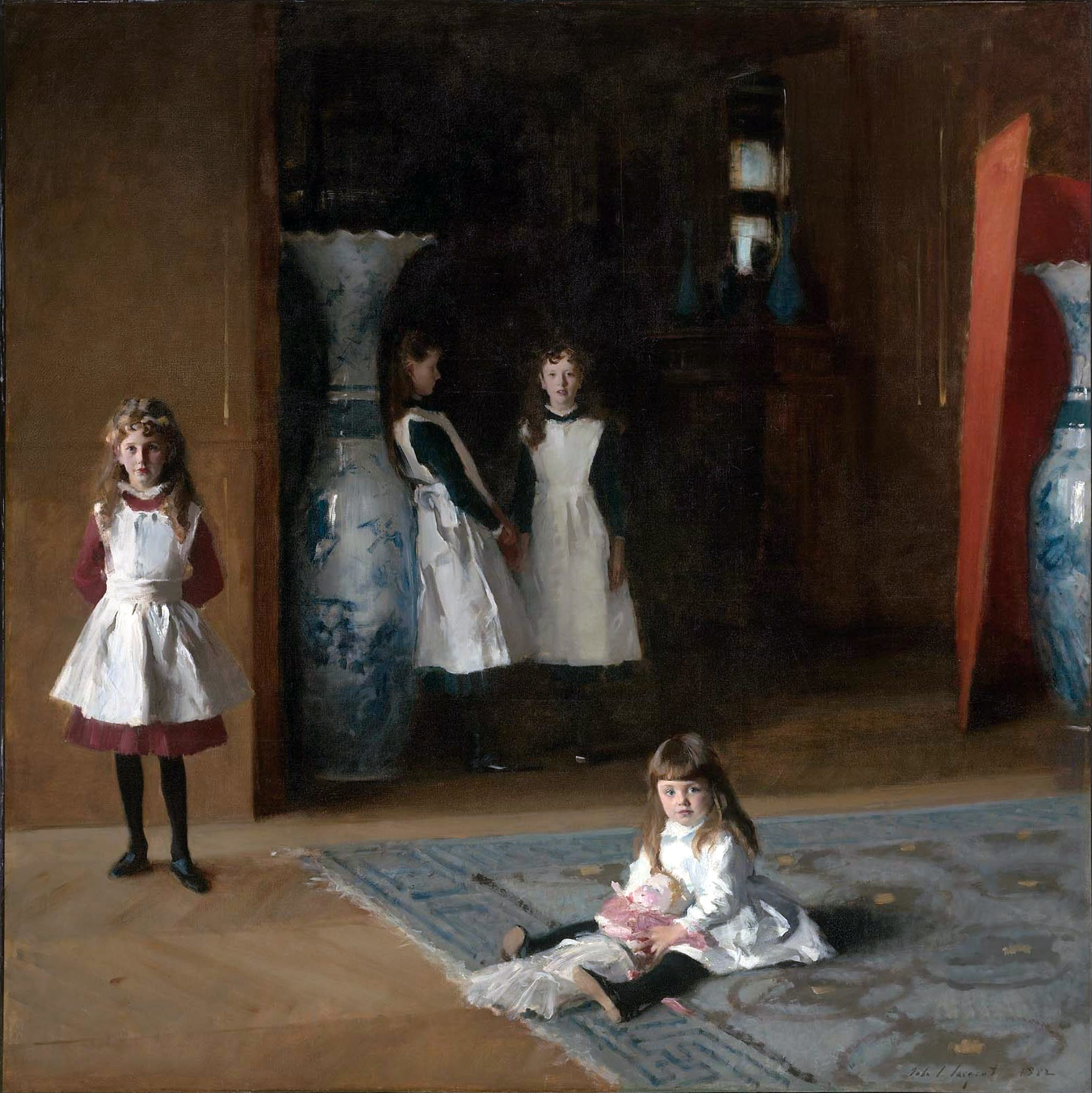
John Singer Sargent, Le figlie di Edward Darley Boit (1882), olio su tela, 221.93×222.57 cm, Museum of Fine Arts, Boston

### Formazione
Dopo aver avviato i propri studi a Roma, Sargent li proseguì all'Accademia di Belle Arti di Firenze, per poi perfezionarsi sotto la guida di Carolus-Duran, artista che al suo tempo godeva di grande popolarità per la sua maniera audace e per i suoi innovativi metodi didattici, i quali esercitarono un'influenza fondamentale sullo stile di Sargent. Grazie agli insegnamenti di Carolus-Duran, Sargent approdò a uno stile facile e calmo, derivato anche dallo studio del pittore spagnolo Diego Velázquez.
Nel 1874 Sargent riuscì ad entrare alla prestigiosa École des Beaux-Arts di Parigi, dove frequentò con particolare dedizione i corsi di disegno, anatomia e prospettiva, vincendo persino un riconoscimento. Al di là dell'Accademia, tuttavia, il giovane John fu anche un appassionato autodidatta, e trascorse molto tempo a visitare gallerie d'arte e a dipingere in uno studio che condivideva con James Carroll Beckwith, artista con il quale intrecciò un'amicizia destinata a perdurare profonda.
In breve tempo Sargent raggiunse grande popolarità. Julian Alden Weir, studente di stampo accademico, lo avrebbe ricordato come un giovane di indiscusso talento («È uno degli studenti più talentuosi che io abbia mai incontrato: i suoi disegni eguagliano quelli degli antichi maestri»), e, grazie all'intercessione di Paul César Helleu, egli poté godere dell'amicizia dei più illustri pittori del tempo, come Degas, Monet e James Abbott McNeill Whistler.
L'entusiasmo iniziale del Sargent era orientato prevalentemente alla pittura di paesaggio, come testimoniano i suoi primi dipinti, popolati da cieli sconfinati, scorci marini e boschi frondosi. Fu solo con l'apporto di Carolus-Duran che egli approdò alla ritrattistica, genere tradizionalmente considerato più prestigioso, ma al contempo molto arduo. Dipingere ritratti, d'altro canto, era il modo migliore per dare un impulso decisivo alla propria carriera artistica e agevolava certamente le commissioni e le esposizioni al Salon, garantendo al contempo un facile guadagno.

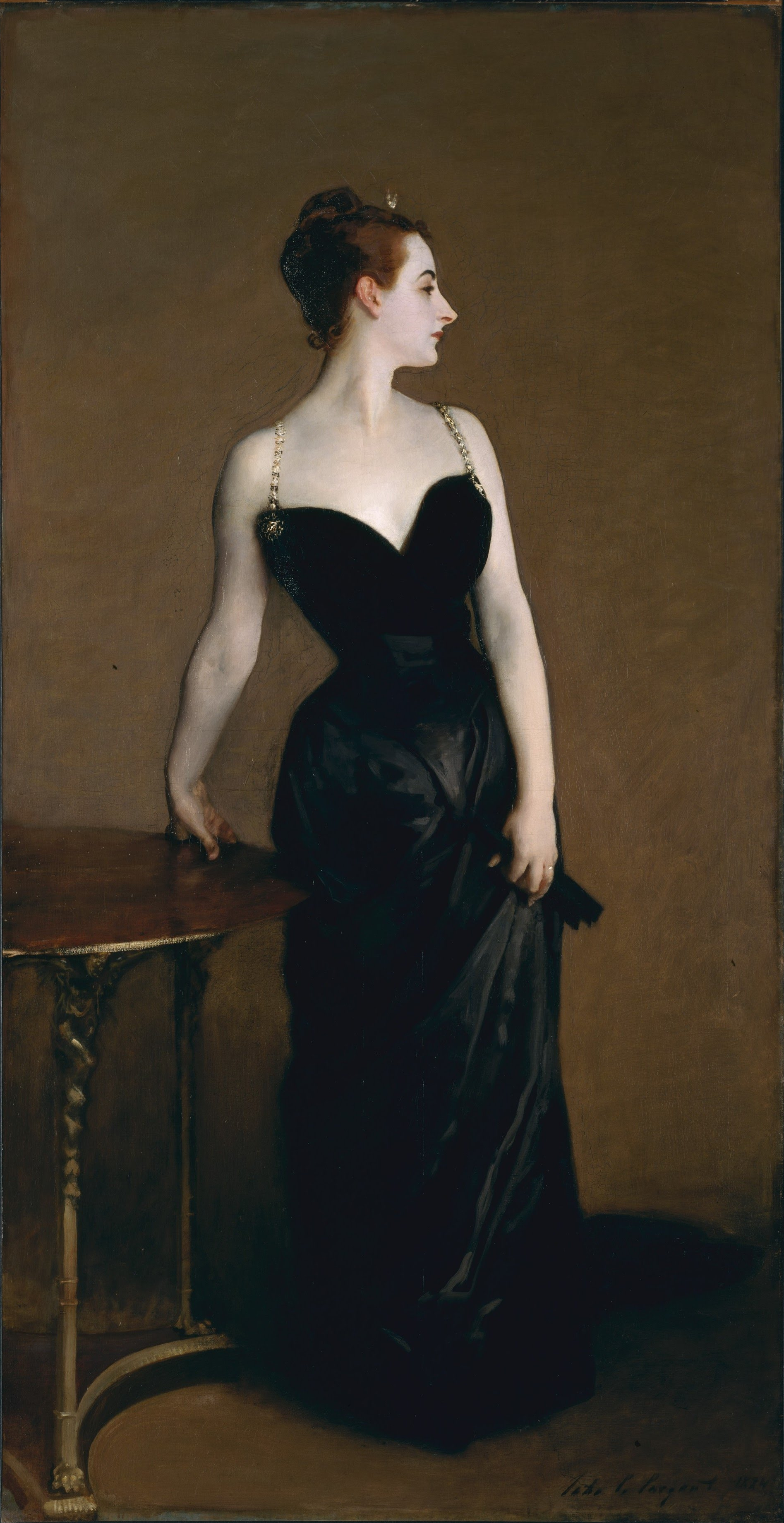
John Singer Sargent, Ritratto di madame Gautreau (1883–84), olio su tela, 2,432×1,438 mm, Metropolitan Museum of Art, New York

### Carriera
Molto importante per l'evoluzione stilistica del Sargent fu il viaggio che effettuò nell'estate del 1878 a Napoli e sull'isola di Capri. Giunto in queste terre in cerca di ispirazione e di soggetti esotici affini al gusto del mercato, qui il pittore si accostò all'opera di Mariano Fortuny («Che genio!», avrebbe esclamato dinanzi ai suoi dipinti); fu proprio grazie alle suggestioni del cosiddetto «fortunysmo» che iniziò a sperimentare audaci soluzioni cromatiche e luministiche. Sempre a Capri subì il fascino della pittura di Antonio Mancini e Francesco Paolo Michetti; con Mancini, in particolare, instaurò un fertile rapporto di amicizia che sfociò in un intenso scambio artistico. Delle opere eseguite durante il soggiorno partenopeo si ricordano Testa di una ragazza di Capri, Bambini napoletani al mare e Ragazze di Capri su un tetto, con la modella Rosina Ferrara che balla la tarantella al suono di un tamburello agitato da un'altra ragazza caprese. A Capri strinse amicizia col pittore inglese Frank Hyde.
Il 1879 fu un anno assai fecondo e denso di avvenimenti. Sargent, che aveva già esordito nel 1877 al Salone d'inverno con un ritratto di Miss Watts, nel 1879 eseguì diversi dipinti che riscossero molti consensi, come Tra gli ulivi, Capri, il ritratto dì Carolus-Duran e il ritratto di Robert de Civrieux, e soggiornò per lungo tempo in Spagna e Marocco. Un viaggio nei Paesi Bassi nel 1880 gli consentì di accostarsi alle pitture di Frans Hals, delle quali subì irrimediabilmente il fascino; sono di questi anni anche I bambini di E. D. Boit e il ritratto di madame Gautreau, il quale - nonostante la virulenza di alcune critiche - rimase sempre una delle opere preferite dall'artista («Credo che si tratti dell'opera migliore che abbia mai eseguito»). Fu tuttavia con il ritratto della signora Henry White, eseguito nel 1885, che Sargent decise di sottrarsi all'ambiente maligno e febbrile di Parigi, trasferendosi nel 1886 a Londra, città che reputò prodiga di migliori opportunità.
In Inghilterra Sargent visse in seno alla colonia di artisti americani residente a Broadway, un villaggio del Worcestershire presso il fiume Avon. Ciononostante, l'artista non si acclimatò facilmente all'ambiente inglese e faticò a subire l'influenza dei Preraffaelliti; ciò, tuttavia, non gli impedì di eseguire dipinti notevoli, come il ritratto Le signorine Vickers, il ritratto di Robert Louis Stevenson e, soprattutto, Garofano, giglio, giglio, rosa, opera che fece parlare molto i salotti inglesi. Intanto, quando il soggiorno inglese iniziò a farsi più gradevole, Sargent maturò il proposito di recarsi in America. Chiamato sul Nuovo Continente per dipingere il ritratto della signora Marquand, nell'inverno 1887-1888 Sargent soggiornò a Boston e fu proprio presso questa città che tenne la sua prima mostra personale, la quale sarà recensita dallo scrittore Henry James. Nel 1898 dipinse il ritratto del senatore Calvin Brice, collocato in seguito presso l'Allen County Museum di Lima. Sempre negli Stati Uniti l'artista si cimentò nella decorazione murale, eseguendo grandi cicli di pitture murali nella biblioteca pubblica di Boston, nel museo d'arte della stessa città e nella Widener Memorial Library di Cambridge.
Nel frattempo Sargent ritornò in Inghilterra e, pur seguitando alacremente a dipingere, si concesse numerosissimi altri viaggi a Venezia, Firenze, sul lago di Garda e sulle Alpi. Con lo scoppio della prima guerra mondiale si recò assiduamente negli Stati Uniti, eseguendo vari oli e acquerelli ispirati alle Montagne Rocciose e alla Florida. 
Nel 1918 ricevette l'incarico dal British War Memorials Committee di documentare la guerra, visitò il fronte occidentale, dove vide le conseguenze degli attacchi con il gas, e nel 1919 dipinse Gassed.  Realizzò inoltre numerosi acquarelli aventi per soggetto immagini e eventi di guerra, tra cui Tommies Bathing.
Morì nel suo letto in Tite Street, a Londra, il 17 aprile 1925, stroncato da un infarto, praticamente alla vigilia di una sua nuova partenza per Boston, città che gli dedicò immediatamente una mostra retrospettiva.

## Produzione artistica

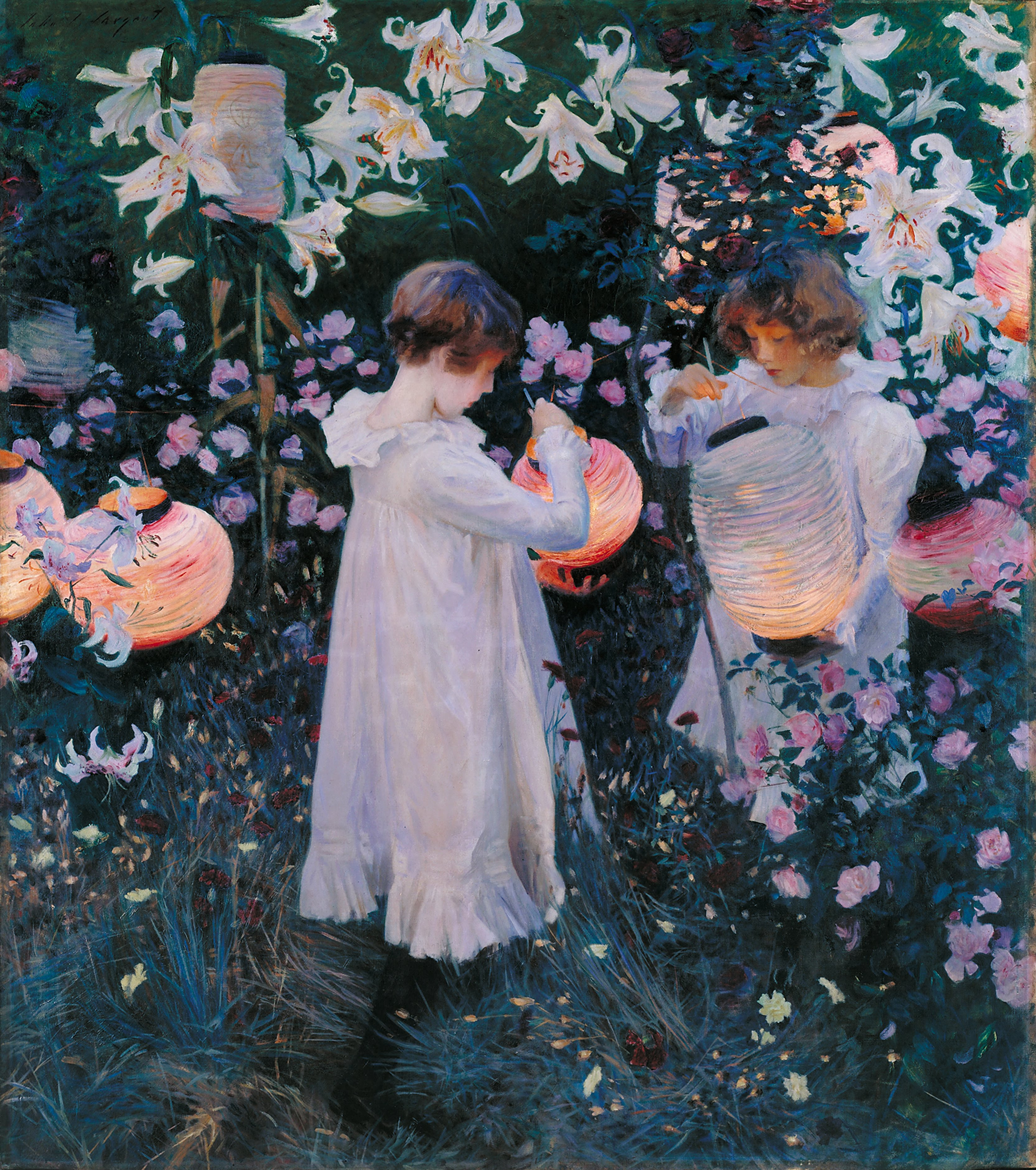
John Singer Sargent, Garofano, giglio, giglio, rosa (1885-1886), olio su tela, 174×153,7 cm, Tate Britain, Londra

Raffinato interprete dell'opulenza dell'era edoardiana, Sargent è stato uno dei massimi ritrattisti dell'Ottocento. Sargent preferì non dedicarsi alla sperimentazione e, infatti, fu celebre soprattutto per i suoi ritratti, nei quali passò in rassegna l'aristocrazia e l'alta società dell'Europa, oltre che le maggiori personalità contemporanee: l'oggetto dei ritratti di Sargent, in breve, era quel milieu raffinato e mondano che rispecchiava la sua sensibilità cosmopolita. Auguste Rodin avrebbe definito Sargent «il van Dyck dell’epoca» per via della popolarità che raggiunse nell'alta società europea e americana in veste di ritrattista.
Nei dipinti del Sargent traspare l'atmosfera spensierata e mondana di una società che egli ritrae con uno stile moderno, fluido e brillante, ispirato alla maniera di Manet e Velázquez. La grande rapidità d'esecuzione, il disinvolto ed elegante eclettismo e l'ostentazione di particolari mondani furono tutte caratteristiche che resero il Sargent immensamente popolare nell'alta società europea: ancora più significativa, tuttavia, è la «specialissima sensibilità alla luce, la sua trasparenza, [che fa] della sua pittura una pura, tattile visione che dona un'emozione squisitamente estetica», per usare le parole di Alberta Gnugnoli.

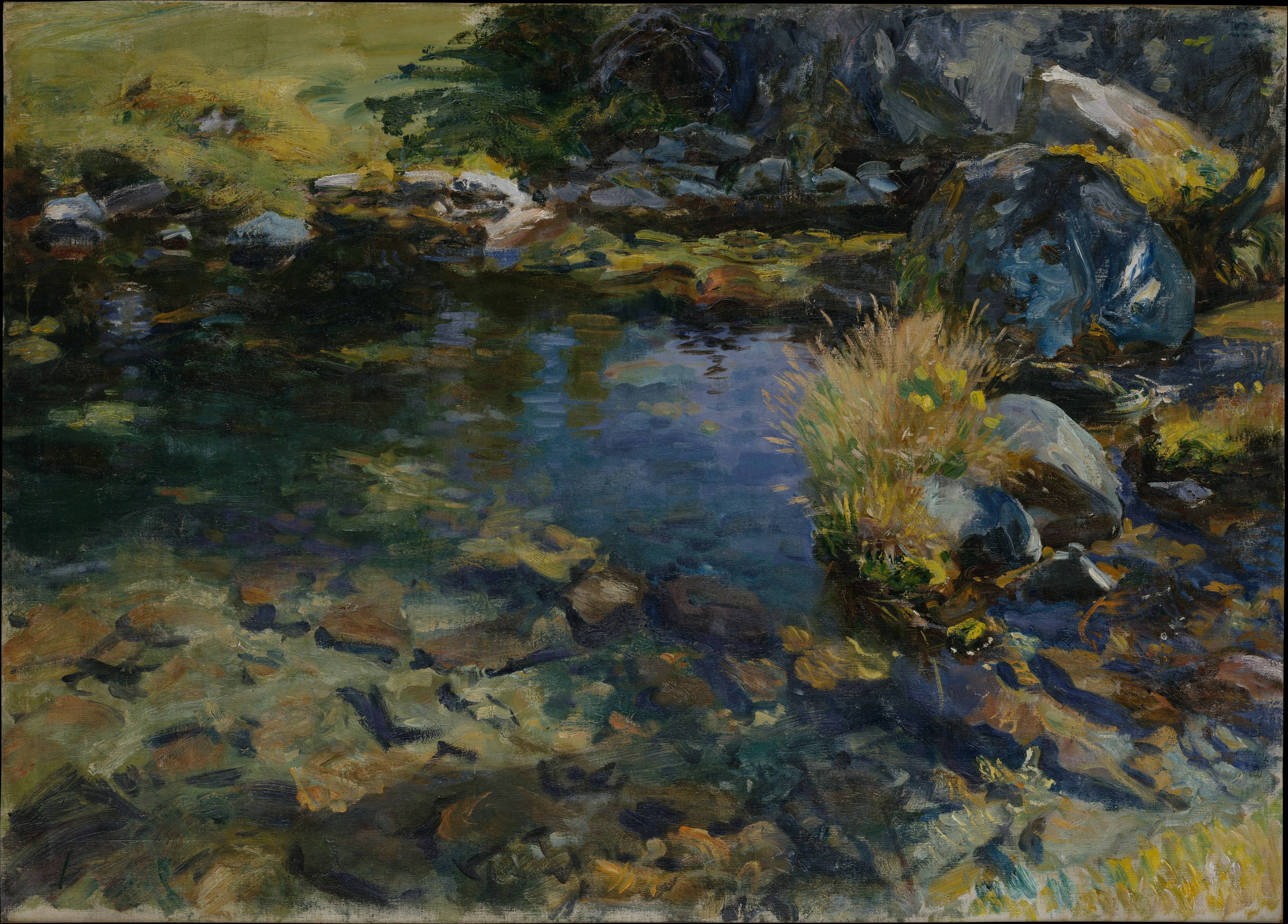
Sorgente alpina (1907)

La pittura di Sargent subì una grande svolta stilistica nella maturità. Stanco delle pressioni sociali derivate dal genere di ritratto, ma soprattutto rassicurato dalla sicurezza finanziaria raggiunta, a partire dal 1903 il pittore abdicò dalla ritrattistica e si dedicò con molta assiduità a quei «campi che concedano di più all'immaginazione». Mosso dalla febbrile eccitazione che gli procurava il viaggio, che gli consentiva di scoprire temi non banali, bensì speciali e unici, Sargent approdò definitivamente all'acquarello, la tecnica che ritenne più appropriata per cogliere con freschezza e immediatezza tutti gli effetti luministici forniti dall'osservazione en plein air. I soggetti più ricorrenti della tarda maturità di Sargent, ovvero ruscelli, valli, parchi, statue e fontane, sono tutti riproposti con grande fedeltà e cura dei dettagli e, secondo la critica Delphine Fitz Darby, denotano un ritorno «[al]l'energia e [al]la sincerità dei suoi primi anni».
(Judith Gautier, Le Salon, 1° maggio 1884)